# Rio Perocão
O rio Perocão é um curso de água que nasce e deságua no município brasileiro de Guarapari, no litoral do estado do Espírito Santo. O manancial intercede a zona urbana de Guarapari, que se desenvolveu nas margens dos rios Perocão e Una. Sua foz está situada na comunidade Perocão, nas águas do oceano Atlântico. Tem como principais afluentes os córregos Oratório, Iguape, Ribeiro e da Serra.
Em seus últimos quilômetros antes de desaguar no oceano o curso hídrico dá origem a um importante manguezal. A comunidade Perocão, na foz, trata-se de uma aldeia de pescadores que dependem do rio para a prática da pesca. O povoamento dessa vila ocorre pelo menos desde o século XVII. A praia de Santa Mônica divide a foz do rio Perocão, a sul, do rio Una, a norte.
Apesar de sua importância geográfica e social, o curso hídrico é utilizado para despejo de esgoto urbano e mesmo para descarte de lixo in natura, o que afeta diretamente os manguezais litorâneos e a população ribeirinha. Além disso, os manguezais do rio Perocão foram degradados pela construção desenfreada de palafitas, enquanto que a pesca por vezes ocorre de forma predatória e sem controle.